# Državna cesta D46

## Verlauf

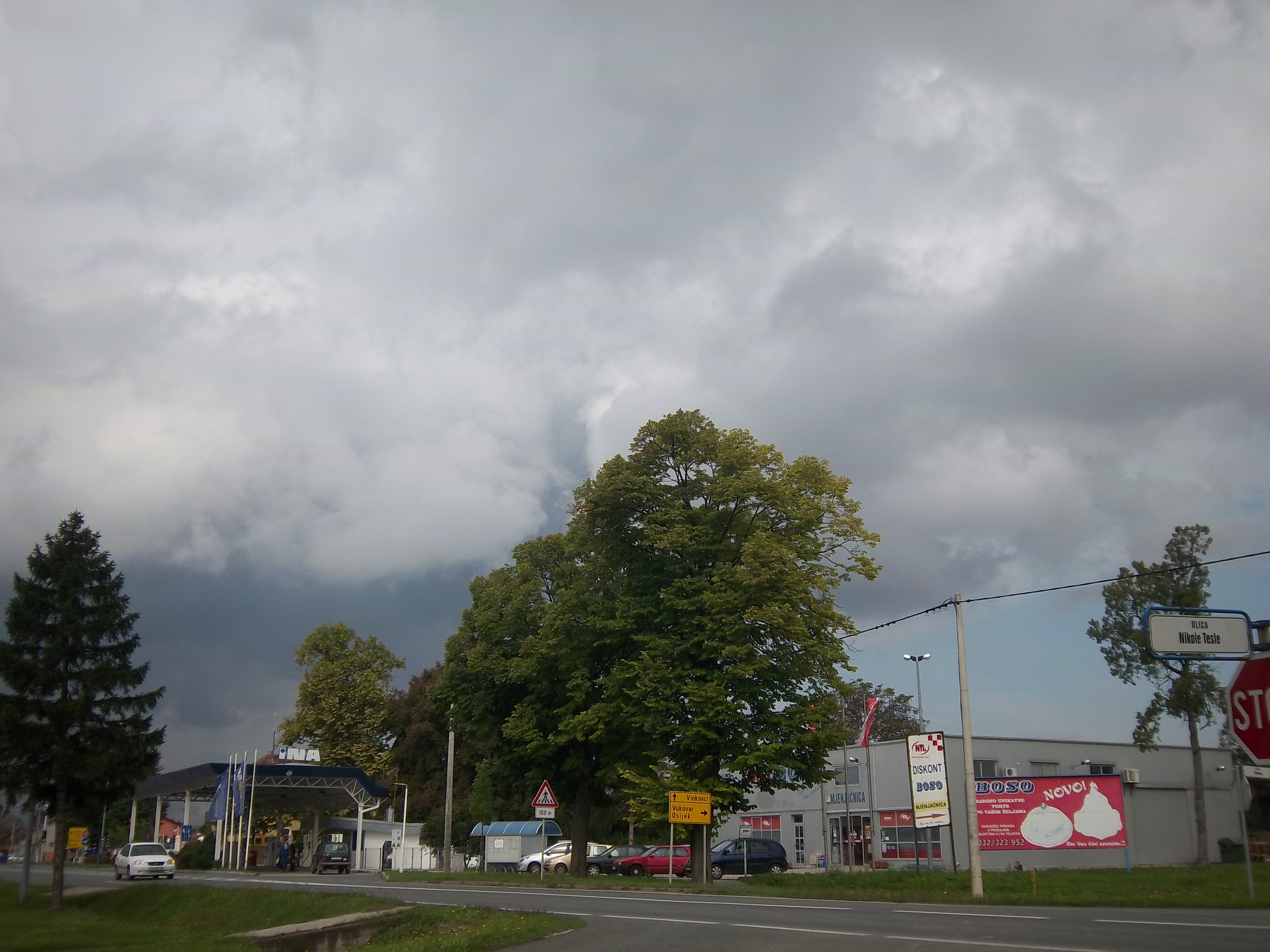
Tankstelle in Tovarnik

Die Državna cesta D46 (kroatisch für Nationalstraße D46) zweigt im Westen in Đakovo von der Državna cesta D7 ab und führt in generell östlicher Richtung über Ivankovo nach Vinkovci. Dort wird die Državna cesta D55 gekreuzt, die die Državna cesta D2 wenige Kilometer nordwestlich von Vukovar erreicht. Die D46 setzt sich in ostsüdöstlicher Richtung nach Tovarnik fort und erreicht nach weiteren zwei Kilometern die kroatisch-serbische Grenze (mit Grenzübergang) rund 5 km vor der serbischen Stadt Šid (kyrillische Schreibweise: Шид).
Die Länge der Straße beträgt 73,0 km.